# Plebejertribun
Plebejertribun, plebejernes tribun, folkets tribun eller folketribun (latin: tribunus plebis) var den første embede i den romerske republik, der var åbent for plebejerne. Embedet var gennem hele republikkens historie den vigtigste kontrol af det romerske senats og romersk magistraters magt, og det fungerede derfor som det vigtigste politiske redskab for plebejernes i deres magtkamp mod patricierne. Plebejerne valgt hvem (andre plebejer), der skulle besidde disser embeder.
Disse tribuner havde magten til at indkalde og præsidere over Concilium Plebis; at indkalde senatet; at foreslå lovgivning; og at gribe ind på vegne af plebejere i juridiske spørgsmål. Den væsentligste magt denne tribune havde var at kunne nedlægge veto mod konsulernes og andre magistraters handlinger – dermed kunne tribunen beskytte plebeiernes interesser. Plebejertribuner fandt typisk sted siddende på særlige bænke, der var opstillet til dem i Forum Romanum. Tribunerne var hellige, hvilket betød, at ethvert angreb på deres person kunne straffes med døden. I kejsertiden blev tribunatets beføjelser givet til kejseren som en selvfølge, og embedet mistede sin uafhængighed og de fleste af sine funktioner.
Plebejertribuner var i Romerriget oprindelig de ledere, plebejerne valgte under deres politiske kampe imod patricierne. I mellem Republikken blev plebejertribunerne anerkendt i det politiske system. Kun plebejere kunne vælges til embedet og det var derfor ikke en del af cursus honorum.

## Etablering af tribunatet
Femten år efter udstødelsen af kongerne og etableringen af den romerske republik blev plebejerne tynget af en stor gæld. En række sammenstød mellem folket og de regerende patriciere i 495 og 494 f.Kr. bragte plebejerne på randen af oprør, og der var snak om at myrde konsulerne. I stedet secederede plebejerne i massevis til Mons Sacer (det Hellige Bjerg) – en bakke uden for Rom – på råd fra Lucius Sicinius Vellutus. Senatet udsendte Agrippa Menenius Lanatus – en tidligere konsul – som var vellidt blandt plebejerne. Menenius blev vel modtaget, og fortalte fabelen om maven og lemmerne, og sammenlignede folket med de lemmer, der valgte ikke at støtte maven, og således sultede sig selv; ligesom maven og lemmerne, kunne byen, forklarede han, ikke overleve uden at både patricierne og plebejerne arbejdede sammen.
Plebejerne gik med til at forhandle om deres tilbagevenden til byen; og deres betingelse var, at der skulle udnævnes særlige tribuner til at repræsentere plebejerne og beskytte dem mod konsulernes magt. Ingen medlem af den senatoriske klasse ville være berettiget til denne stilling (i praksis betød det, at kun plebejere var berettigede til tribunatet), og tribunerne skulle være hellige; enhver person, der lagde hænder på en af tribunerne, ville blive fredløs, og hele plebejerkorpset ville have ret til at dræbe en sådan person uden frygt for straf. Senatet accepterede disse vilkår, hvorefter folket vendte tilbage til byen.
De første tribuni plebis var Lucius Albinius Paterculus og Gaius Licinius, udpeget for året 493 f.Kr. Kort efter udnævnte tribunerne selv Sicinius og to andre som deres kolleger.
De gamle kilder indikerer, at tribunerne muligvis oprindeligt kan have været to eller fem i antal. I tilfælde af det førstnævnte blev tribunkollegiet udvidet til fem i 470 f.Kr. Uagtet heraf, blev tribunkollegiet forøget til ti i 457 f.Kr., og forblev på dette antal gennem hele den romersk historie. De blev bistået af to aediles plebis – eller plebejiske ædiler. Kun plebejere var berettigede til disse embeder, selvom der var mindst to undtagelser.

## Tribunernes magt
Selvom de til tider omtales som plebejiske magistrater, var plebejertribuner – ligesom de plebejiske ædiler, der blev skabt på samme tid – teknisk set ikke magistrater, da de blev valgt af plebejerforsamlingen (concilium plebis) alene. Ikke desto mindre fungerede de i høj grad som magistrater i den romerske stat. De kunne indkalde concilium plebis, som havde ret til at vedtage lovgivning, der alene berørte plebejerne (plebiscita) – og fra 493 f.Kr. til at vælge de plebejiske tribuner og ædiler. Fra indførelsen af tribunatet var enhver af plebejertribuner berettiget til at præsidere over denne forsamling. Tribunerne havde ret til at fremsætte lovforslag for forsamlingen. I det tredje århundrede f.Kr. havde tribunerne også ret til at kalde senatet sammen og fremlægge forslag for det.
Ius intercessionis – også kaldet intercessio – var tribunernes magt til at træde i karakter på vegne af plebejerne og nedlægge veto mod magistraternes handlinger. Denne magtbeføjelse var unik i romersk historie. Fordi de teknisk set ikke var magistrater, og derfor ikke besad nogen større potestas, stolede de på deres hellighed for at forhindre handlinger, der var ugunstige for plebejerne. På grund af deres hellighed, kunne ingen person skade tribunerne eller forstyrre deres aktiviteter. Gjorde man dette, eller ignorerede tribunes veto, blev man straffet med døden, og tribunerne kunne beordre dødsstraf for personer, der krænkede deres hellighed. Dette kunne bruges som en beskyttelse, når en tribune skulle arrestere nogen. Denne hellighed gjorde også tribunerne uafhængige af alle magistrater; ingen magistrat kunne nedlægge veto mod en tribunes handling. Hvis en magistrat, senatet eller en anden forsamling ignorerede en tribuns ordrer, kunne han påberåbe "sin persons hellighed" for at forhindre en sådan handling. Selv en diktator (og formodentlig også en interrex) var ikke undtaget fra vetoret, selvom nogle kilder kan antyde det modsatte.
Tribunerne kunne nedlægge veto mod handlinger fra det romerske senat. Tribunen Tiberius Sempronius Gracchus pålagde sit veto mod alle regeringsfunktioner i 133 f.Kr., da senatet forsøgte at blokere hans landbrugsreformer ved at pålægge et andet tribuns veto.
Tribunes havde også autoritet til at håndhæve retten til provocatio ad populum, som var en forgænger for den moderne ret til habeas corpus. Dette berettigede en borger til at appellere en magistrats handlinger ved at råbe appello tribunos! ("Jeg kalder på tribunerne") eller provoco ad populum! ("Jeg appellerer til folket"). Når først denne ret blev påberåbt, krævede det, at en af tribunerne vurderede situationen og afgjorde lovligheden af magistratens handling. Enhver handling truffet i modstrid med denne ret var i sig selv ulovlig. Dette gav i praksis folketribunerne en hidtil uset magt til at beskytte enkeltpersoner mod vilkårlig udøvelse af statsmagten, og det gav samtidig romerske borgere en grad af frihed, der ikke blev overgået andetsteds i den antikke verden. Hvis tribunen besluttede at handle, ville han pålægge sit ius intercessionis ("ret til at træde i karakter").

## Begrænsninger
Selvom en tribune kunne nedlægge veto mod enhver handling fra magistraterne, senatets eller andre forsamlingers , var han nødt til at være fysisk til stede for at kunne gøre det.
Eftersom tribunernes hellighed afhang af plebejernes ed med hensyn til at forsvare dem, var deres beføjelser begrænset til Roms bygrænser. En tribune, der rejste til udlandet, kunne ikke regne med sin autoritet til at gribe ind til fordel for plebejerne. Af denne årsag var tribunernes aktiviteter normalt begrænset til selve byen og en radius på 1,5 km herfra.